# Camille Pissarro
Camille Pissarro (ur. 10 lipca 1830, zm. 13 listopada 1903) – francuski malarz impresjonistyczny i neoimpresjonistyczny pochodzenia żydowskiego.

## Życiorys
Jacob-Abraham-Camille Pissarro urodził się w Charlotte Amalie na wyspie Saint Thomas w Duńskich Indiach Zachodnich (od 1917 Wyspy Dziewicze Stanów Zjednoczonych). Jego rodzicami byli: Abraham Gabriel Pissarro, portugalski Żyd sefardyjski i Rachel Manzano-Pomie, Kreolka z Dominikany. Pissarro w wieku 12 lat został wysłany do szkoły w Paryżu. Potem powrócił na wyspę Saint Thomas, gdzie w wolnym czasie zajmował się rysowaniem.
W 1849 roku poznał duńskiego malarza Fritza Melbye, który niedawno przybył na wyspy z Kopenhagi, aby ćwiczyć pejzaż marynistyczny pod okiem brata Antona Melbye. Fritz Melbye zainspirował młodego Pissarro do zajęcia się zawodowo malarstwem, po czym został jego nauczycielem i bliskim przyjacielem. W 1852 roku obaj malarze popłynęli do Wenezueli, gdzie mieszkali razem aż do 1855, kiedy Pissarro powrócił na Saint Thomas by jeszcze w tym samym roku wyjechać do Paryża. W Paryżu studiował na różnych uczelniach (w tym École des Beaux-Arts i Académie Suisse, gdzie poznał Claude’a Moneta) oraz u takich mistrzów, jak Jean Baptiste Camille Corot, Gustave Courbet i Charles-François Daubigny.
W 1863 Pissarro wystawiał w Salonie Odrzuconych. W latach 1863–1866 mieszkał w Pontoise, gdzie namalował swoje pierwsze dojrzałe pejzaże. Tematem obrazów artysty były sceny z życia na wsi i w mieście (m.in. seria scen z Montmartre). Jego dojrzała twórczość wykazuje empatię dla chłopów i robotników, czasami ujawniając jego radykalne poglądy polityczne. Pissarro był mentorem Paula Cézanne’a i Paula Gauguina, zainspirował też wielu młodszych artystów, w tym kalifornijską impresjonistkę Lucy Bacon.

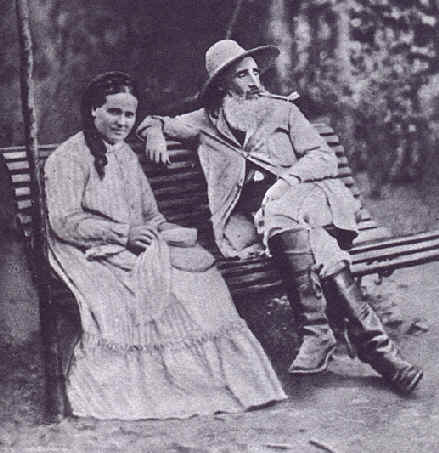
Camille Pissarro z żoną Julie Vellay w Pontoise (1877)

Z powodu wojny francusko-pruskiej we wrześniu 1870 Pissarro musiał opuścić swój dom w Louveciennes. Początkowo znalazł schronienie u zaprzyjaźnionego artysty w Montfoucault, ale w grudniu 1870 wyjechał do Londynu i osiadł na Westow Hill w Upper Norwood (dziś znany jako Crystal Palace). Tematem namalowanych wówczas kilkunastu obrazów olejnych stały się okolice Sydenham i Norwoods. Jednym z najbardziej znanych jest widok kościoła św Bartłomieja przy Lawrie Park Avenue, obecnie w zbiorach National Gallery w Londynie. Inne ówczesne obrazy Pissarro to m.in. Norwood pod śniegiem, Lordship Lane Station, widoki Crystal Palace od strony Hyde Parku, Dulwich College, Sydenham Hill, Kościół Wszystkich Świętych, a także zaginiony Kościół św. Stefana. Podczas pobytu w Londynie Pissarro zawarł znajomość z marszandem Paulem Durand-Ruelem, który kupił dwa jego obrazy. Durand-Ruel stał się później najważniejszym marszandem nowej szkoły francuskiego impresjonizmu.
Gdy Pissarro powrócił do Francji w czerwcu 1871 okazało się, że jego dom (a wraz z nim wiele jego wczesnych obrazów olejnych) został zniszczony przez żołnierzy pruskich. Pissarro poślubił Julie Vellay, pokojówkę swojej matki. Oboje doczekali się ośmiorga dzieci, z których jedno zmarło w chwili porodu, a drugie w wieku lat dziewięciu. Dzieci, które przeżyły, zajęły się malarstwem; najstarszy syn Lucien stał się naśladowcą Williama Morrisa.
Pissarro brał udział we wszystkich wystawach impresjonistów. W latach 1884–1890 zbliżył się do neoimpresjonizmu i pod wpływem Seurata stosował technikę puentylizmu.
W 1890 Pissarro ponownie odwiedził Anglię i namalował około dziesięciu widoków centralnego Londynu. Wrócił tu ponownie w 1892, malując kilka widoków Kew Gardens i Kew Green, a także w 1897, kiedy namalował kilka obrazów przedstawiających Bedford Park i Chiswick.
W marcu 1893 paryska Galerie Durand-Ruel zorganizowała dużą wystawę 46 prac Pissarro wraz z 55 pracami Antonio de La Gandary. Ale, podczas gdy krytycy entuzjastycznie przyjęli dorobek de La Gandary, ich ocena sztuki Pissarro była chłodniejsza. Pissarro wraz z synem Lucienem przystąpił do Société des artistes indépendants (Stowarzyszenia artystów niezależnych). Od 1895 z powodu choroby oczu zaprzestał pracy w plenerze. Wiele swoich ostatnich pejzaży namalował z okna w Paryżu, Rouen i Éragny, gdzie mieszkał. Przed śmiercią całkowicie stracił wzrok.
Pissarro zmarł w Paryżu 13 listopada 1903. Został pochowany na cmentarzu Père-Lachaise.

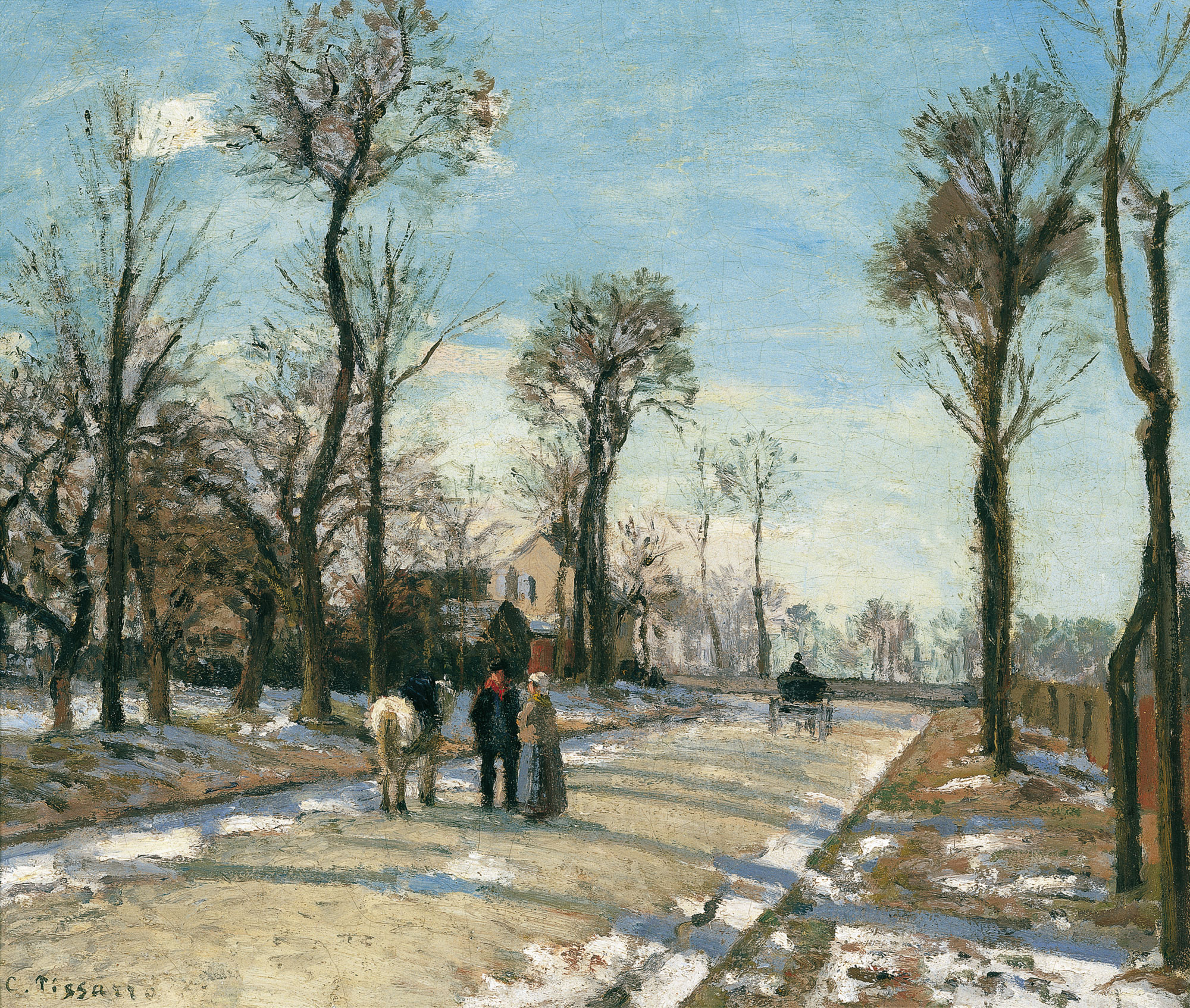
Droga, zimowe słońce i śnieg, ok. 1870, Muzeum Thyssen-Bornemisza
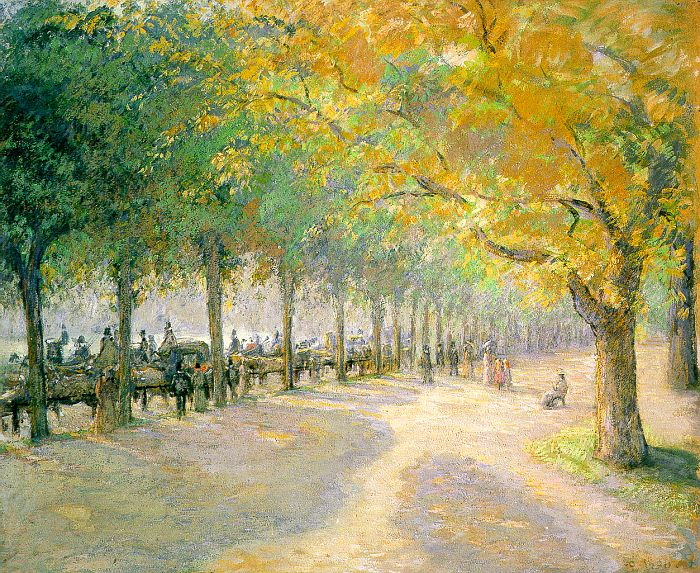
Hyde Park, 1890
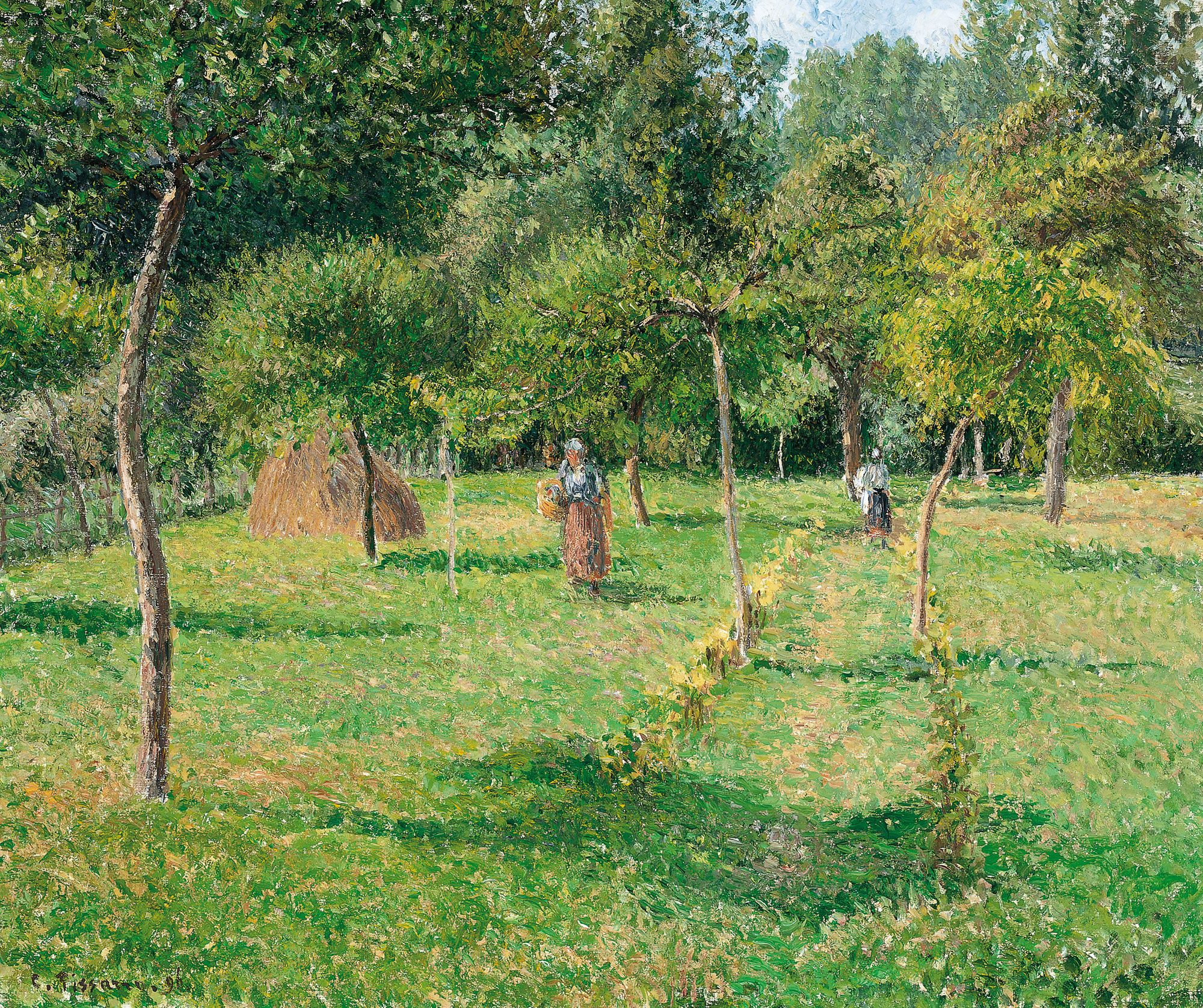
Ogród w Éragny, 1896, Muzeum Thyssen-Bornemisza
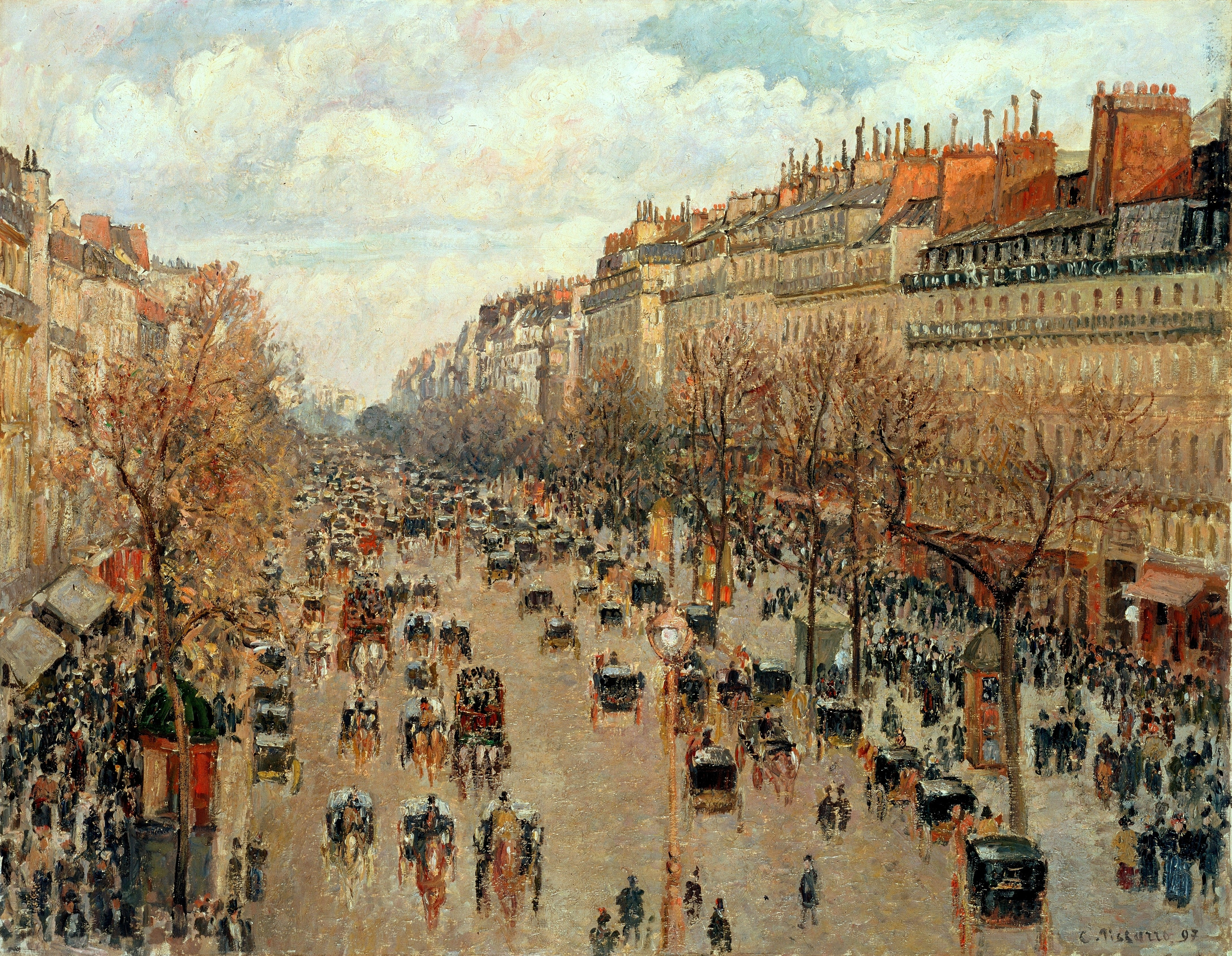
Boulevard Montmartre, 1897, Ermitaż